# Ilha de Galang
Galang (em indonésio: Pulau Galang) é uma ilha com área de 80 km², situada a 40 km a sudeste de Batam, pertencente a um grupo de três ilhas conhecido como Barelang (abreviação de Batam-Rempang-Galang). Localizada no Arquipélago de Riau, na Indonésia, Galang fica imediatamente ao sul de Batam e Rempang [en], que, por sua vez, estão ao sul de Singapura e Jor. Administrativamente, as três ilhas fazem parte da cidade de Batam; a outra cidade mais próxima de Galang é Tanjungpinang [en], na ilha de Bintan, a cerca de 30 minutos de viagem de barco. A ilha é conectada por meio da Ponte Barelang às ilhas Rempang e Batam.
Entre 1979 e 1996, funcionou em Galang um escritório administrativo do ACNUR para gerenciar o Campo de Refugiados de Galang. Nesse período, muitos refugiados vietnamitas e pessoas em busca de asilo foram temporariamente abrigados no campo de Galang enquanto aguardavam a determinação de sua situação de refugiado e posterior reassentamento em países como Estados Unidos, Austrália e algumas nações europeias. Muitos vietnamitas que se estabeleceram nesses países retornaram para visitar Galang.
Atualmente, a ilha de Galang (e a antiga área de refugiados conhecida como Campo Sinam) é administrada pela Autoridade de Desenvolvimento Industrial de Batam (BIDA). Em 1992, conforme o Decreto Presidencial Indonésio n.º 28/1992, a área de atuação da BIDA foi ampliada para incluir a ilha de Rempang, a ilha de Galang e várias ilhas menores próximas. A BIDA construiu seis pontes, inauguradas em 25 de janeiro de 1998, que conectam por terra as ilhas de Batam, Tonton, Nipah, Setoko, Rempang, Galang e Galang Baru (Nova Galang), visando promover o desenvolvimento dessas regiões.